# NGC 3515
NGC 3515 est une galaxie spirale intermédiaire relativement éloignée et située dans la constellation du Petit Lion. NGC 3515 a été découverte par l'astronome français Édouard Stephan en 1882.

## Caractéristiques
La classe de luminosité de NGC 3515 est III et elle présente une large raie HI.

### Distance
Sa vitesse par rapport au fond diffus cosmologique est de 9 020 ± 21 km/s, ce qui correspond à une distance de Hubble de 133,0 ± 9,3 Mpc (∼434 millions d'al).

### Radiogalaxie
Selon la base de données Simbad, NGC 3515 est une radiogalaxie.

## Paire de galaxies
Selon Vaucouleurs et Corwin, NGC 3512 et NGC 3515 forment une paire de galaxies. Il s'agit d'une erreur, car NGC 3512 est beaucoup plus rapproché de la Voie lactée, soit à environ 63 millions d'années-lumière.